# Південночеський край
Південночеський край (чеськ. Jihočeský kraj) — адміністративна одиниця Чехії. До 30 квітня 2001 року називався Будейовицький край. Розташований головним чином на півдні країни, в історичній області Богемія, але невелика східна частина (район міста Дачіце) Південночеського краю лежить в історичній області Моравія. Чеські Велениці з околицями (т. зв. Віторажко) аж до 1920 року входило до складу Нижньої Австрії.
На заході межує з Пльзенським краєм, на півночі з Центральночеським краєм, на північному сході з краєм край Височіна, на сході на невеликому відрізку межує з Південноморавським краєм. На південному сході межує з австрійською землею Верхня Австрія (Oberösterreich), на південному заході має кордон із Баварією — федеральною землею Німеччини.

## Загальні відомості
Територія краю 10 056 км², що відповідає 12,8 % площі всієї країни. У краю живе 626 042 мешканців, найбільша густота тут становить 62 осіб на кілометр квадратний. У Південночеському краї є 623 населених пункти, з яких 53 мають статус міста (Дивись також Список міст Південночеського краю).
Статус Південночеського краю як самсамостійноїміністративної одиниці був визначений 2000 року. До квітня 2001 року називався Будейовицький край. Скорочене позначення краю — літера C.

## Географія
Південночеський край відомий великою кількістю ставків та мальовничих пейзажів. У краї також є такі гори та гірські хребти: Середньочеський хребет, Чеськоморавська височина, на кордоні з Австрією лежать Новоградські гори, а на південному заході розташовані найвищі гори  — Шумава. Найвищою точкою краю є гора Плехи (Plechý) або німецькою Plöckenstein з висотою 1378 метрів над рівнем моря. Найнижча точка — Орліцька дамба (350 м). Приблизна середня висота над рівнем моря становить 400—600 метрів.

### Річки

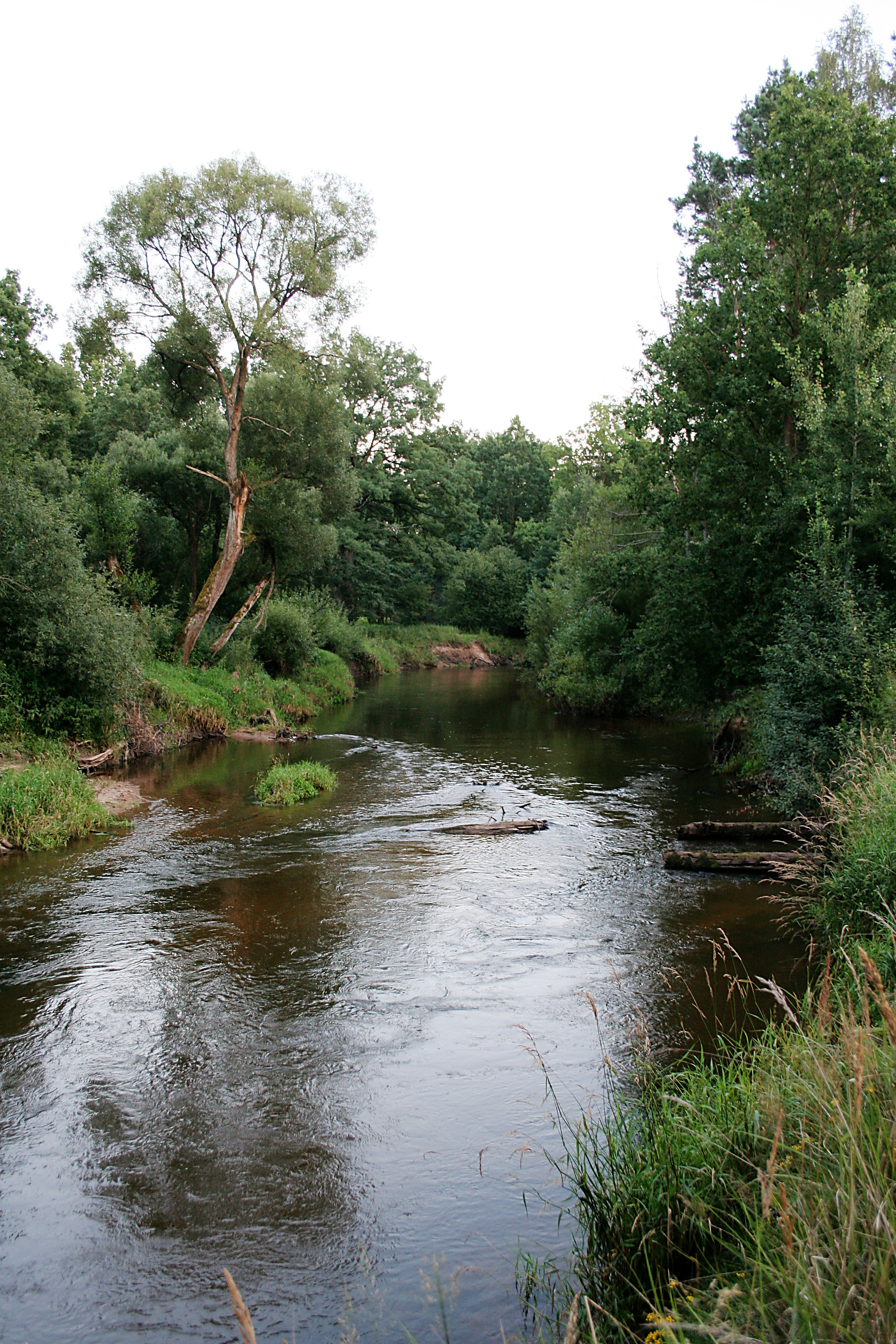
Річка Лужніце

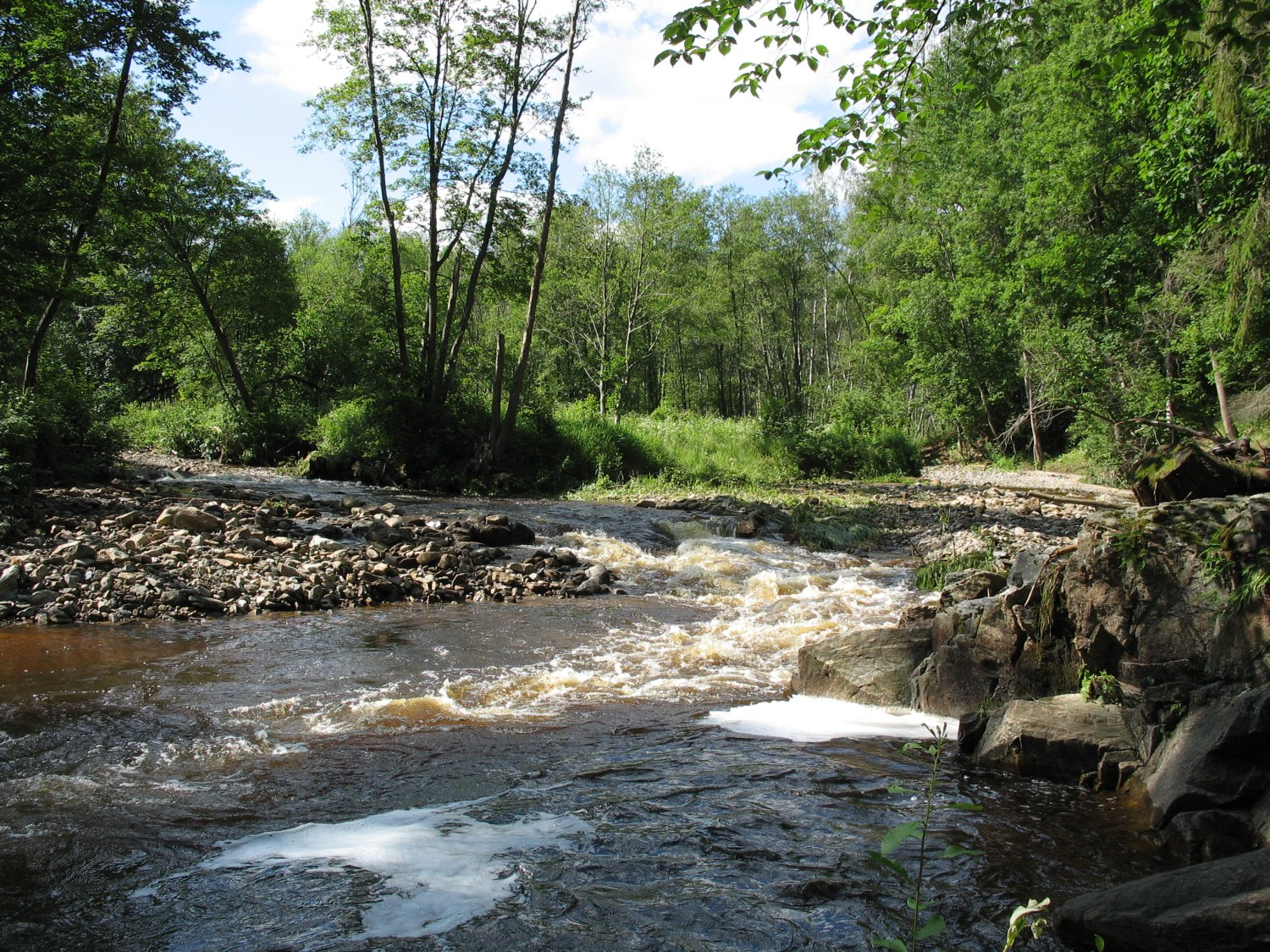
Річка Бланіце

10 найбільших річок Південночеського краю:
- Влтава 430,2 км
- Лужніце 153 км (в Чехії)
- Отава 113 км
- Бланіце 93,3 км
- Малше 89,5 км (в Чехії)
- Нежарка 56,2 км
- Ломниці 59,5 км
- Стропніце 54 км
- Скаліце 52,5 км
- Волинька 49,1 км

### Водосховища
- Ліпно
- Орлік
- Гнєвковіце
- Ржімов
- Гусінец
- Ландштейн
- Ліпно ІІ
- Йордан
- Собєнов
- Гуменіце
- Корженско

### Ставки
10 найбільших ставків:
- Рожберг 489 га
- Горусицький став 416 га
- Бездрев 394 га
- Дворжіштє 337 га
- Велки Тіси 317 га
- Заблацький став 305 га
- Дегтярж 246 га
- Станьковський став 241 га
- Велка Голня 230 га
- Свєт 201,5 га

### Охорона природи
Найбільшим об'єктом охорони природи є гори Шумава. Є також так звані біосферні резервації (biosférické rezervace): Шумава — Баварський ліс, а також Тржебоньско. Приваблюють також Новогродські гори та Бланський ліс, що також є об'єктами охорони природи.

## Адміністративний поділ
Територія краю поділена на райони (okresy):
- Їндржихув-Градець
- Пісек
- Прахатіце
- Страконіце
- Табор
- Чеські Будейовиці
- Чеський Крумлов

## Історія
З найдавніших часів до раннього Середньовіччя на території сьогоднішнього краю постійно розвивалося господарство, культура ремесла.
З численних археологічних знахідок та досліджень, відомо, що вже у кам'яну добу на берегах таких річок як Влтава, Малше та Отава існували первісні поселення людей. У час, коли територію краю покривав суцільний непрохідний ліс, річки були важливими транспортними магістралями. Приблизно в 14 столітті до нашої ери на територію гірського масиву Шумави із Низнього Подунав'я прийшли племена — носії могильної культури.
Приблизно у 5-6 століттях до нашої ери сюди почали проникати з півночі слов'янські племена.

## Населення
Станом на 30 червня 2005 року в краю проживало 626 870 осіб. Найнаселенішим є округ Чеське Будейовіце, де мешкає 180 024 осіб. Найменше населення в окрузі Прахатіце — 51 558 осіб.
В середньому місячна зарплата у краю становить 14 204 чеських крон станом на (31 березня 2002), безробіття 5,5 % (станом на 31. 5. 2002).

## Економіка
Південночеський край є аграрним регіоном, основу економіки якого складає сільське господарство, рибництво і лісове господарство.
У сільськім господарстві переважає вирощування зернових культур, кормових рослин і картоплі. В тваринництві розвинене розведення великої рогатої худоби та свиней. Частка сільськогосподарських підприємств краю в загальному виробництві сільськогосподарської продукції Чехії становить 11%. Розведення риби в численних ставках регіону має давні традиції. В Південночеському краї знаходиться половина всього рибного господарства республіки.
Найбільші промислові підприємства зосереджені навколо адміністративного центру - Чеське Будейовіце, а також міст Страконице та Табор. Частка краю в загальному обсязі промислового виробництва Чехії становить 5%. У регіоні розвинені харчова промисловість, транспортна індустрія, машинобудування, швейна промисловість і будівельна промисловість.
На південний захід від міста Тин-над-Влтавою розташована атомна електростанція Темелін.
Станом на 2003 рік у краї було зареєстровано 141 000 підприємств, у тому числі 101 000 підприємств малого бізнесу і 8600 сільськогосподарських підприємств.

## Транспорт
Край перетинає міжнародна дорога, а також тягнеться з півночі на південь міжнародний залізничний коридор з Праги до Австрії. Важливою є залізниця, яка сполучає Чеські Будейовиці з містом Плзень.